# Єгіндібулак (Аксуатський район)
Єгіндібула́к (каз. Егіндібұлақ) — село у складі Аксуатського району Абайської області Казахстану. Входить до складу Кизилкесецького сільського округу.
Населення — 48 осіб (2021; 74 у 2009, 244 у 1999, 190 у 1989).
Національний склад станом на 1989 рік:
- казахи — 100 %

У радянські часи село називалось також Єгінбулак.